# Anthurium xanthophylloides
Anthurium xanthophylloides é uma espécie de  planta do gênero Anthurium e da família Araceae.
Espécie próxima a Anthurium sagrilloanum, mas A. xanthophylloides difere por apresentar caule ereto 30 cm compr., entrenós 0.3-0.5 cm compr., genículo 3-3.5 cm compr., lâmina acinzentada-esverdeada, sino presente, parabólico, espata acinzentada, esverdeada a amarelada.

## Taxonomia
A espécie foi descrita em 1970 por Graziela Barroso.

## Forma de vida
É uma espécie terrícola e herbácea.

## Conservação
A espécie faz parte da Lista Vermelha das espécies ameaçadas do estado do Espírito Santo, no sudeste do Brasil. A lista foi publicada em 13 de junho de 2005 por intermédio do decreto estadual nº 1.499-R.

## Distribuição
A espécie é endêmica do Brasil e encontrada no estado brasileiro de Espírito Santo.
A espécie é encontrada no domínio fitogeográfico de Mata Atlântica, em regiões com vegetação de floresta ombrófila pluvial.